# Casa fortificada dels Templaris (Les Coves de Vinromà)
La Casa fortificada dels Templaris, a Les Coves de Vinromà, a la comarca de la Plana Alta, és un monument catalogat com Bé d'Interès Cultural, identificat amb el codi 12.05.050-005, en no comptar amb anotació ministerial, i segons consta a la Direcció General de Patrimoni Artístic de la Generalitat Valenciana.
També és coneguda com La Casa del Temple, ja que pertanyia a cavallers d'aquest orde militar. Com el seu nom indica es tracta d'una casa fortificada, és a dir, un edifici residencial però amb elements defensius que li donen un marcat caràcter militar.

## Història
La localitat de les Coves de Vinromà, té el seu origen en un assentament  musulmà, que va ser conquistat per les tropes de Jaume I el Conqueridor l'any 1233, juntament amb la resta de territoris que formaven part de la batllia del mateix nom. Un cop reconquerida la zona, el rei va cedir a 1235 a Blasco d'Alagó, malgrat que posteriorment va acabar en mans de l'Ordre de Calatrava i després a la del Temple. L'Orde del Temple, pel seu caràcter militar va acabar fortificant moltes dels territoris que li eren cedits o que simplement comprava, per la qual cosa aixecada construccions defensives de diverses característiques. Quan l'Orde de Temple va començar a tenir problemes i va acabar desapareixent, gran part de les seves possessions van passar a l'Orde de Montesa, que va crear en el seu castell una Comanda Major. El poble va rebre diverses cartes de poblament, malgrat això, no es coneixia l'atorgada a 1281. Cal destacar que en 1421 les Corts del Regne d'Aragó es van reunir provisionalment en aquesta localitat.

## Descripció
El pas del temps ha quedat marcat en l'aspecte d'aquesta casa fortificada, fins al punt de ser difícil trobar avui aspectes que indiquin el seu caràcter defensiu, per haver-se perdut la fesomia original de l'edifici fortificat i la seua ubicació.